# Saison 4 de Mujeres primero
La quatrième saison de Mujeres primero est diffusée au Chili par La Red entre le 2 janvier 2014 et le 31 décembre 2014 et été présenté par Antonella Ríos et Janine Leal.

## Présentatrices
- Antonella Ríos
- Janine Leal

### Remplacement
- Alejandra Valle
- Michael Roldán

## Panélistes
- Michael Roldán (commentateur de spectacles)
- Fred Redondo (styliste)
- Alejandro Ayun (tarologue et numérologue)
- Catalina Valdés (chef)
- Vanessa Miller (actrice et humoriste)
- Teresa Hales (actrice)
- Mauro Castro (styliste)
- Alejandra Mercado (avocate)
- Daniela Newman (blogueuse et consultant de mode)
- Bárbara Canale (tarotyste)

## Invités

### Janvier
| Épisode | Date            | Invité(s)                              | Source |
| ------- | --------------- | -------------------------------------- | ------ |
| 1       | 2 janvier 2014  | Magdalena de la Paz                    | (es)   |
| 2       | 3 janvier 2014  | Claudia Pérez                          |        |
|         |                 |                                        |        |
| 3       | 6 janvier 2014  | Alison Mandel                          | (es)   |
| 4       | 7 janvier 2014  | Katherina Contreras                    | (es)   |
| 5       | 8 janvier 2014  | Douglas                                | (es)   |
| 6       | 9 janvier 2014  | Sergio Rojas                           | (es)   |
| 7       | 10 janvier 2014 | Yamila Reyna                           |        |
|         |                 |                                        |        |
| 8       | 13 janvier 2014 | Aranzazú Yankovic                      |        |
| 9       | 14 janvier 2014 | Katherine Bodis                        | (es)   |
| 10      | 15 janvier 2014 | Melina Figueroa Carla Pinto            | (es)   |
| 11      | 16 janvier 2014 | María José Quiroz                      | (es)   |
| 12      | 17 janvier 2014 | Íñigo Urrutia (Acteur) César Sepúlveda |        |
|         |                 |                                        |        |
| 13      | 20 janvier 2014 | Jaime Coloma                           | (es)   |
| 14      | 21 janvier 2014 | Andrea Dellacasa                       | (es)   |
| 15      | 22 janvier 2014 | Connie Mengotti                        |        |
| 16      | 23 janvier 2014 | Claudio Aldunate                       | (es)   |
| 17      | 24 janvier 2014 | Rogerio de Farías Andrea Dellacasa     |        |
|         |                 |                                        |        |
| 18      | 27 janvier 2014 | Pepe Salinas Bruno Zaretti             |        |
| 19      | 28 janvier 2014 | Ana Josefa Silva                       |        |
| 20      | 29 janvier 2014 | Pamela Leiva                           |        |
| 21      | 30 janvier 2014 | Nelson Mauricio Pacheco                | (es)   |
| 22      | 31 janvier 2014 | Camilo Huerta                          |        |

### Février
| Épisode | Date            | Invité(s)                                   | Source |
| ------- | --------------- | ------------------------------------------- | ------ |
| 23      | 3 février 2014  | Flaviana Seeling Bruno Zaretti              | (es)   |
| 24      | 4 février 2014  | Ana Sol Romero                              | (es)   |
| 25      | 5 février 2014  | Nidyan Fabregat                             | (es)   |
| 26      | 6 février 2014  | Macarena Venegas                            | (es)   |
| 27      | 7 février 2014  | Juan Pedro Verdier                          |        |
|         |                 |                                             |        |
| 28      | 10 février 2014 | Agustín Pastorino                           |        |
| 29      | 11 février 2014 | Yamna Lobos                                 | (es)   |
| 30      | 12 février 2014 | Vivi Rodrigues Max Gallegos                 |        |
| 31      | 13 février 2014 | Mariana Marino                              | (es)   |
| 32      | 14 février 2014 | Natalia Valdebenito María Cristina Vásconez | (es)   |
|         |                 |                                             |        |
| 33      | 17 février 2014 | Remigio Remedy Arturo Ruiz-Tagle            | (es)   |
| 34      | 18 février 2014 | Daniel Valenzuela                           | (es)   |
| 35      | 19 février 2014 | Tatiana Molina                              | (es)   |
| 36      | 20 février 2014 | Andrea Hoffman María Cristina Vásconez      | (es)   |
| 37      | 21 février 2014 | Bárbara Ruiz-Tagle                          | (es)   |
|         |                 |                                             |        |
| 38      | 24 février 2014 | Adriana Barrientos                          | (es)   |
| 39      | 25 février 2014 | Willy Geisse Adriana Barrientos             |        |
| 40      | 26 février 2014 | Willy Geisse Adriana Barrientos             |        |
| 41      | 27 février 2014 | Willy Geisse Adriana Barrientos             |        |
| 42      | 28 février 2014 | Willy Geisse Adriana Barrientos             |        |

### Mars
| Épisode | Date         | Invité(s)                               | Source |
| ------- | ------------ | --------------------------------------- | ------ |
| 43      | 3 mars 2014  | Pilar Jarpa                             | (es)   |
| 44      | 4 mars 2014  | Gustavo Huerta                          | (es)   |
| 45      | 5 mars 2014  | Gianella Marengo                        |        |
| 46      | 6 mars 2014  | Nataly Chilet                           | (es)   |
| 47      | 7 mars 2014  | Gustavo Becerra Andrés Longton          | (es)   |
|         |              |                                         |        |
| 48      | 10 mars 2014 | Adriana Barrientos Rubén Hilcker        |        |
| 49      | 11 mars 2014 | Margarita Hantke                        | (es)   |
| 50      | 12 mars 2014 | Francini Amaral                         | (es)   |
| 51      | 13 mars 2014 | Yuyuniz de Caso                         | (es)   |
| 52      | 14 mars 2014 | Bárbara Ruiz-Tagle                      | (es)   |
|         |              |                                         |        |
| 53      | 17 mars 2014 | César Caillet                           | (es)   |
| 54      | 18 mars 2014 | Jeannette Moenne-Loccoz                 | (es)   |
| 55      | 19 mars 2014 | Wilma González                          | (es)   |
| 56      | 20 mars 2014 | Krishna de Caso                         | (es)   |
| 57      | 21 mars 2014 | Ezequiel Menardi Christian Segovia      | (es)   |
|         |              |                                         |        |
| 58      | 24 mars 2014 | Ramón Llao                              | (es)   |
| 59      | 25 mars 2014 | María Isabel "Icha" Sobarzo             | (es)   |
| 60      | 26 mars 2014 | N/A                                     |        |
| 61      | 27 mars 2014 | Lucila Vit                              | (es)   |
| 62      | 28 mars 2014 | Andrés Gómez Alejandro "Chavito" Chávez |        |
|         |              |                                         |        |
| 63      | 31 mars 2014 | Magdalena Max-Neef                      | (es)   |

### Avril
| Épisode | Date           | Invité(s)                     | Source |
| ------- | -------------- | ----------------------------- | ------ |
| 64      | 1er avril 2014 | Carmen Gloria Bresky          | (es)   |
| 65      | 2 avril 2014   | Andrea Freund                 | (es)   |
| 66      | 3 avril 2014   | Eugenio Salinas               | (es)   |
| 67      | 4 avril 2014   | Camilo Huerta Gabriel Martina |        |
|         |                |                               |        |
| 68      | 7 avril 2014   | Yamila Reyna                  | (es)   |
| 69      | 8 avril 2014   | Ruth Gamarra                  | (es)   |
| 70      | 9 avril 2014   | Juanita Ringeling             | (es)   |
| 71      | 10 avril 2014  | Eugenia Lemos                 | (es)   |
| 72      | 11 avril 2014  | Félix Soumastre Iván Cabrera  |        |
|         |                |                               |        |
| 73      | 14 avril 2014  | Steffie Méndez                | (es)   |
| 74      | 15 avril 2014  | Claudia Aldana                | (es)   |
| 75      | 16 avril 2014  | Andrea Sanhueza               | (es)   |
| 76      | 17 avril 2014  | Edo Caroe                     | (es)   |
|         |                |                               |        |
| 77      | 21 avril 2014  | Américo                       | (es)   |
| 78      | 22 avril 2014  | Josefina Velasco              |        |
| 79      | 23 avril 2014  | Pays inconnu                  |        |
| 80      | 24 avril 2014  | Teresita Reyes                |        |
| 81      | 25 avril 2014  | Damián Bodenhöfer Rigeo       |        |
|         |                |                               |        |
| 82      | 28 avril 2014  | Yamila Reyna                  |        |
| 83      | 29 avril 2014  | Lorene Prieto                 |        |
| 84      | 30 avril 2014  | Carolina Correa Aníbal Nolli  |        |

### Mai
| Épisode | Date         | Invité                             | Source |
| ------- | ------------ | ---------------------------------- | ------ |
| 85      | 1er mai 2014 | Pays inconnu                       |        |
| 86      | 2 mai 2014   | Eduardo de la Iglesia              |        |
| 87      | 5 mai 2014   | Nathalie Nicloux                   |        |
| 88      | 6 mai 2014   | Lenka Carvallo                     |        |
| 89      | 7 mai 2014   | Pays inconnu                       |        |
| 90      | 8 mai 2014   | Loreto Ayala                       |        |
| 91      | 9 mai 2014   | Andrés Gormaz Murdoch (personnage) |        |
| 92      | 12 mai 2014  | José Antonio Neme                  |        |
| 93      | 13 mai 2014  | Pays inconnu                       |        |
| 94      | 14 mai 2014  | Ximena Rivas                       |        |
| 95      | 15 mai 2014  | Pamela Leiva                       |        |
| 96      | 16 mai 2014  | Tiago Correa                       |        |
| 97      | 19 mai 2014  | Branko Karlezi                     |        |
| 98      | 20 mai 2014  | Karen Bittner                      |        |
| 99      | 21 mai 2014  | Pays inconnu                       |        |
| 100     | 22 mai 2014  | Pays inconnu                       |        |
| 101     | 23 mai 2014  | Pays inconnu                       |        |
| 102     | 26 mai 2014  | Pays inconnu                       |        |
| 103     | 27 mai 2014  | Pays inconnu                       |        |
| 104     | 28 mai 2014  | Pays inconnu                       |        |
| 105     | 29 mai 2014  | Pays inconnu                       |        |
| 106     | 30 mai 2014  | Pays inconnu                       |        |

### Juin
| Épisode | Date        | Invité       | Source |
| ------- | ----------- | ------------ | ------ |
| 107     | 2 juin 2014 | Pays inconnu |        |
| 108     | 3 juin 2014 | Pays inconnu |        |
| 109     | 4 juin 2014 | Pays inconnu |        |
| 110     | 5 juin 2014 | Pays inconnu |        |
| 111     | 6 juin 2014 | Pays inconnu |        |

### Sources
- (es) Cet article est partiellement ou en totalité issu de l’article de Wikipédia en espagnol intitulé « Mujeres primero » (voir la liste des auteurs).